# Rajd Alpejski 1958
Rajd Alpejski 1958 (19. Critérium International de la Montagne - Coupe des Alpes) – 19. edycja rajdu samochodowego Rajd Alpejski rozgrywanego we Francji od 7 do 12 lipca 1958 roku. Była to ósma runda Rajdowych Mistrzostw Europy w roku 1958.

## Wyniki końcowe rajdu
| Miejsce                      | Kierowca                     | Pilot                        | Samochód                     | Punkty                       | Strata                       |                              |
| Klasyfikacja generalna i ERC | Klasyfikacja generalna i ERC | Klasyfikacja generalna i ERC | Klasyfikacja generalna i ERC | Klasyfikacja generalna i ERC | Klasyfikacja generalna i ERC | Klasyfikacja generalna i ERC |
| ---------------------------- | ---------------------------- | ---------------------------- | ---------------------------- | ---------------------------- | ---------------------------- | ---------------------------- |
| 1.                           | Bernard Consten              | Roger de Lageneste           | Alfa Romeo Giulietta SZ      |                              | –                            |                              |
| 2.                           | Guy Clarou                   | Pierre Gele                  | Alfa Romeo Giulietta TI      |                              |                              |                              |
| 3.                           | Max Riess                    | Hans Wencher                 | Alfa Romeo Giulietta TI      |                              |                              |                              |
| 4.                           | Keith Ballisat               | Alain Bertaut                | Triumph TR3                  |                              |                              |                              |
| 5.                           | Edward Harrison              | Richard Habershon            | Ford Zephyr                  |                              |                              |                              |
| 6.                           | Peter Harper                 | Peter Jopp                   | Sunbeam Rapier               |                              |                              |                              |
| 7.                           | Bill Shepherd                | John Williamson              | Austin-Healey 100/6          |                              |                              |                              |
| 8.                           | Desmond Titterington         | Brian MacCalden              | Triumph TR3                  |                              |                              |                              |
| 9.                           | Tommy Sopwith                | Bill Deane                   | Sunbeam Rapier               |                              |                              |                              |
| 10.                          | Pat Moss-Carlsson            | Ann Wisdom-Riley             | Austin-Healey 100/4          |                              |                              |                              |